# گذرگاه کاهونگا
گذرگاه کاهونگا (انگلیسی: Cahuenga Pass) گردنه ای است به ارتفاع ۲۲۷ متر که در میان کوهستان‌های سانتا مونیکا در محدوده شهر هالیوود ناحیه لس آنجلس قرار دارد و حوزه رود خانه‌ای لوس آنجلس و دره سن فرناندو را به وسیله بزرگراه ۱۰۱ و بولوار کاهونگا به هم متصل می‌کند.